# Azawagh
Pour les articles homonymes, voir Azawak.
Ne doit pas être confondu avec Azawad.

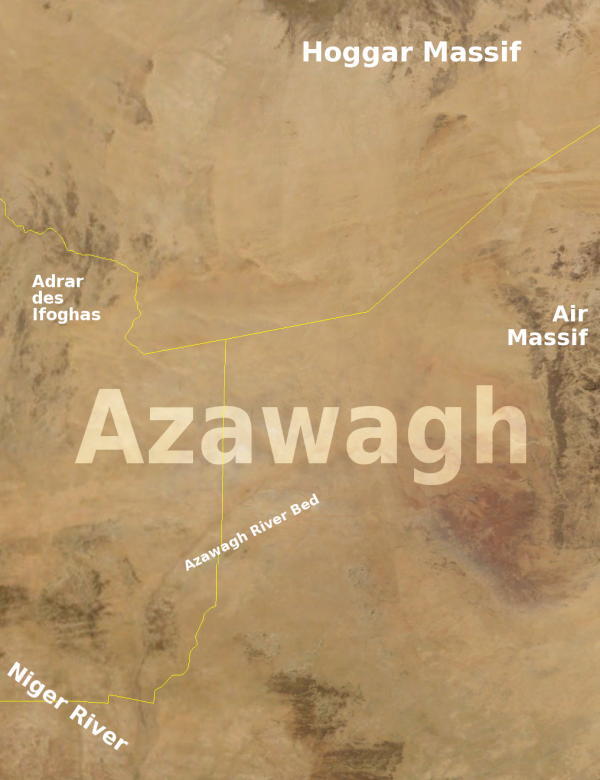
Région de l'Azawagh.

L’Azawagh, Azaouagh, Azawak ou Azaouak (en tifinagh : ⵣ፡ⵗ) est un affluent fossile du  fleuve Niger, sur sa rive gauche, d’une longueur de 1 600 km environ. Azawagh désigne aussi la région des Touaregs igaraygarayan qui se situe au Niger dont les principales villes sont Abalak et Tchintabaraden. Ce terme désigne souvent un ensemble plus vaste, à savoir toute la région située au nord du 15” parallèle, vaste territoire presque plat, sableux et herbeux qui s’étend entre le massif de l'Aïr à l'est, l’Adrar des Ifoghas à l'ouest et les contreforts du Hoggar au nord.

## Géographie
Le bassin de l'Azawagh couvre une superficie de 560 000 km2 comprenant l'Aïr, le Hoggar et l'Adrar des Ifoghas, à la fois en Algérie, au Niger et au Mali.
La partie nord du bassin de l'Azawagh comprend les plaines de Talak au pied du massif de l'Aïr et le Tamesna au Mali.
Après une incursion au Mali, le cours revient au Niger où il est connu sous le nom de vallée du Dallol Bosso.